# Betty Gabriel

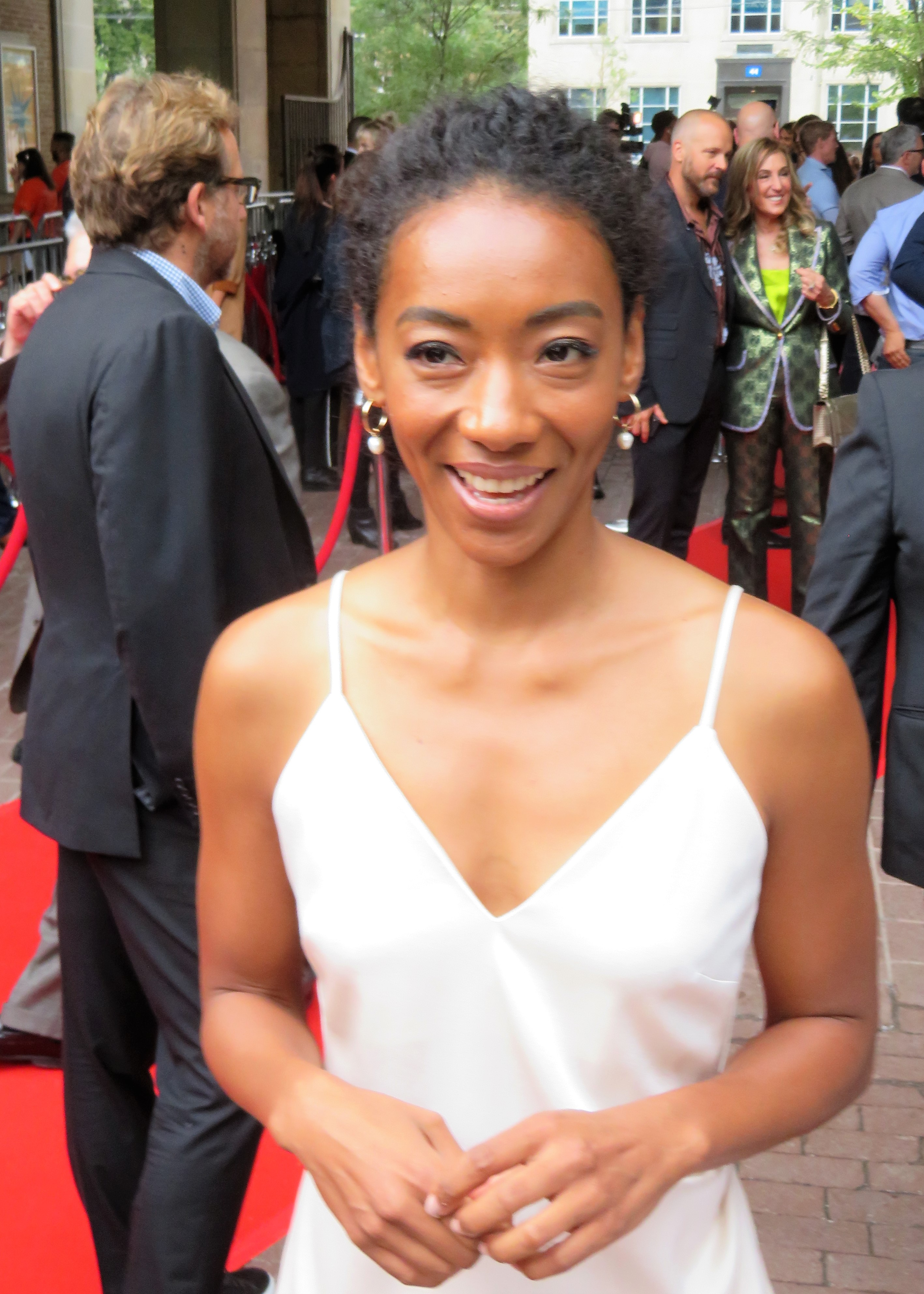
Betty Gabriel bei der Premiere von Human Capital im Rahmen des Toronto International Film Festivals 2019

Betty Gabriel (* 6. Januar 1981 in Washington, D.C.) ist eine US-amerikanische Schauspielerin.

## Leben
Betty Gabriel wurde in Washington, D.C. geboren und wuchs in Pittsburgh und Hyattsville auf. Sie studierte an der Iowa State University Tierwissenschaften. Danach zog sie nach Chicago und wandte sich dem Tanz und der Schauspielerei zu. Sie trat unter anderem mit der Steppenwolf Theatre Company auf. Danach studierte sie an der Juilliard School.
Nach kleineren Rollen wurde sie 2016 einem größeren Publikum durch ihre Rolle als Laney Rucker in der Blumhouse-Produktion The Purge: Election Year bekannt. 2017 war sie in Jordan Peeles Regiedebüt Get Out als Georgina zu sehen.

## Filmografie (Auswahl)
- 2009: Maidenhead (Kurzfilm)
- 2011: In Memoriam
- 2013: He’s Way More Famous Than You
- 2015: Experimenter
- 2015–2016: Good Girls Revolt (Fernsehserie, 8 Episoden)
- 2016: The Purge: Election Year
- 2017: Get Out
- 2017: Beyond Skyline
- 2018: Diverted Eden
- 2018: Unknown User: Dark Web (Unfriended: Dark Web)
- 2018: Upgrade
- 2018: Westworld (Fernsehserie, 4 Episoden)
- 2019: Human Capital
- 2020: Verschwiegen (Defending Jacob, Fernsehserie, 8 Episoden)
- 2021: The Spine of Night (Stimme)
- 2021: Clickbait (Fernsehserie, 8 Episoden)
- 2022: Tom Clancy’s Jack Ryan (Fernsehserie)
- 2024: Nach dem Attentat (Manhunt, Miniserie)
- 2025: Mr. No Pain (Novocaine)